# Bni Bounsar
 (octobre 2011).
Si vous disposez d'ouvrages ou d'articles de référence ou si vous connaissez des sites web de qualité traitant du thème abordé ici, merci de compléter l'article en donnant les références utiles à sa vérifiabilité et en les liant à la section « Notes et références ».
 (octobre 2011).
Elshadday ( Elshadday Nkongo ), est un artiste musicien auteur compositeur du Congo Brazzaville. 

## Géographie
La commune est limitée par les communes senhajis suivantes :
- Abdelghaya Souahel (Ikaouen) et Taghzout à l'Ouest ;
- Sidi Boutmim (Ayt Mezdouy), Zerqet et Ayt Bchir , à l'Est ;
- Sidi Boutmim (Ayt Mezdouy), Isaguen et Moulay Ahmed Chrif (Tizi tchin), au Nord ;
- Ayt Ahmed Imougzen et Ayt Bchir, au Sud.

La superficie de la commune est de 132 km2. Elle se trouve sur le fleuve Ouergha (en tamazight Senhaja : Asif Awerragh (le fleuve jaune)), et sur le fleuve d'Ayt Khennous en englobant des parties qui appartiennent aux tribus senhajis d'Ayt Ahmed et d'Ayt Khennous.
Chef lieu de la tribu de Ay Bounsar qui appartient à la Confédération des tribus de Senhaja Sraïr, dans son territoire se trouve le plus haut sommet des montagnes de Rif appelé Tidighin (Tidghine) qui signifie en tamazight de Senhaja « les trous ».
La commune est peuplée de 8 112 habitants berbères senhajis parlant un dialecte amazighe différent de celui rifaine appelé Tasenhajit parlé par plus de 80 000 personnes.
Le 16 février 2019, la commune est l'épicentre d'un séisme de 4,7 degrés sur l'échelle de Richter.

## Agriculture
La commune se situe dans une zone de forte production de cannabis.

## Regroupements
Les principaux groupements d'habitants (dchar) sont : Tamadit, Amâaktan, Iâattaren, Louda, Iberqchichen, Mrad, Adouz, Amdarfou.